# 판공호

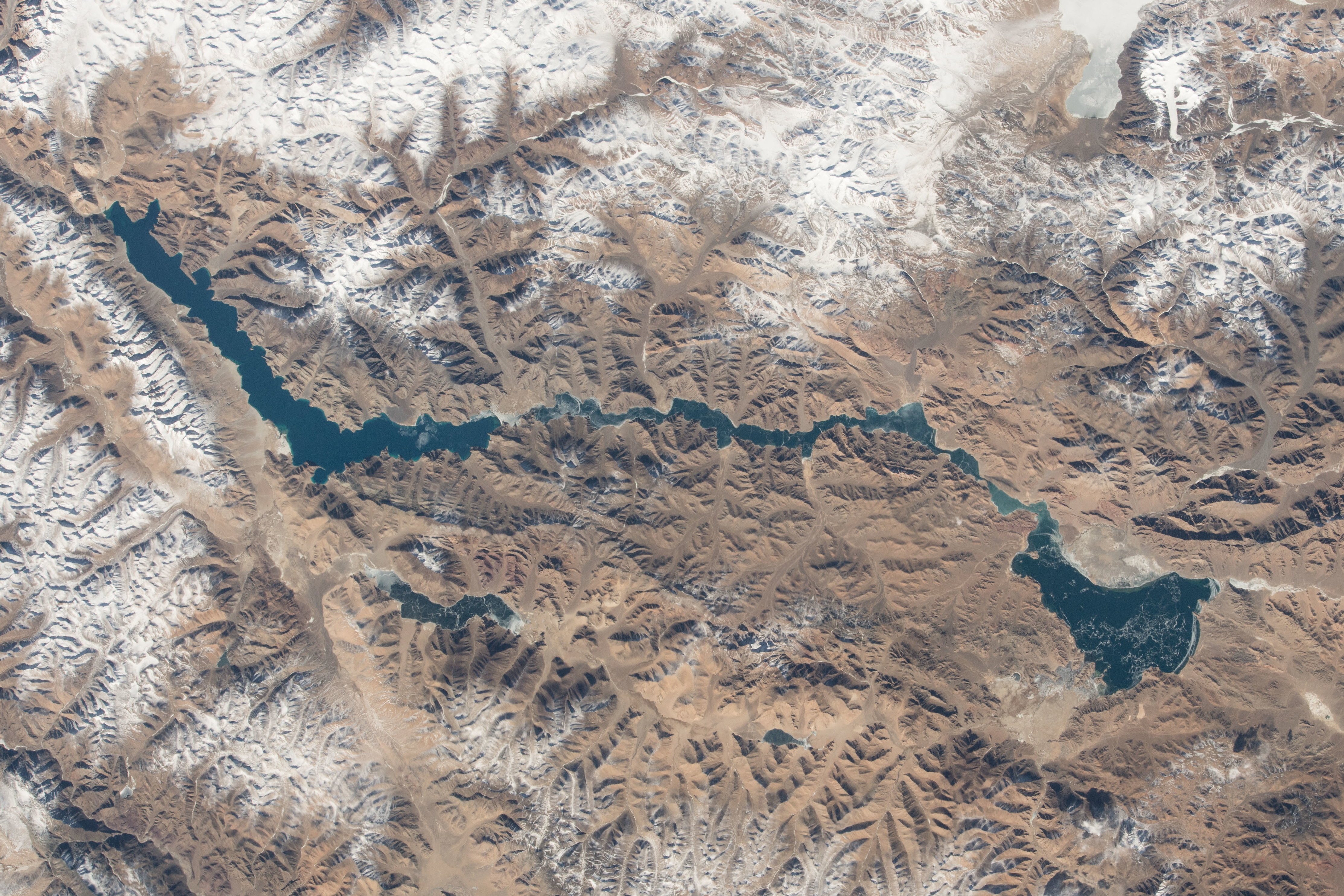
우주에서 본 판공초의 모습

판공초(Pangong Tso) 또는 판공호(Pangong Lake, 중국어: 班公错, पैंगोंग झील)는 고도 4,225미터에 위치한 라다크 동부와 아리 지구의 내륙 호수이다. 길이는 134킬로미터이며 5개의 아(亞)호수로 나뉘며 이들은 판공초, 초냐크, 럼초(쌍둥이 호수), 냐크초로 불린다. 총 호수 길이의 약 50%가 중국 내 티베트에 걸쳐있으며, 40%가 인도 라다크에 걸쳐있고 나머지 10%는 (분쟁의 여지가 있지만) 중국과 인도의 사실상의 완충 지대에 걸쳐있다. 이 호수의 폭은 5킬로미터이다. 모두 합치면 약 700제곱킬로미터를 아우른다. 이 호수는 소금물이 존재하지만 겨울에는 완전히 언다.
중국과 인도의 경계를 이루는 지역에 존재하는 히말라야산맥에 존재하는 호수이자 염호이다. 해발 4250m의 높이에 있는 호수로서 염호에서는 가장 높은 곳에 위치하는 호수가 된다.

## 특징
판공호는 염호에선 가장 높은 곳에 위치하는 호수이다. 해발 4250m의 높은 곳에 위치하고 있으며 이는 대한민국에서 가장 높은 산인 한라산과 백두산보다도 높은 곳에 위치한다. 중국과 인도의 경계에 위치하고 있으며 호수가 생성된 원인으론 판공호는 본래 바다였지만 인도판과 유라시아판이 서로 충돌하면서 일어난 히말라야산맥이 수렴형 경계에서 일어나는 지형 중에 하나인 신기 습곡 산지의 형태로 형성되었고 그로 인해서 지각이 솟아올랐는데 그 때에 바닷물이 증발하지 않고 고원에 남아서 호수를 형성하게 되었다. 그로 인하여 현재에도 호수에는 고지대에 적응하여 진화한 갈매기와 해수어, 새우가 살아가고 있다. 제주도보다도 넓은 2.5배의 면적을 가지고 있으며 호수 주변의 자연은 화려한 절경을 이루고 있다.

## 기후
| Pangong Tso의 기후       | Pangong Tso의 기후 | Pangong Tso의 기후 | Pangong Tso의 기후 | Pangong Tso의 기후 | Pangong Tso의 기후 | Pangong Tso의 기후 | Pangong Tso의 기후 | Pangong Tso의 기후 | Pangong Tso의 기후 | Pangong Tso의 기후 | Pangong Tso의 기후 | Pangong Tso의 기후 | Pangong Tso의 기후 |
| 월                       | 1월                | 2월                | 3월                | 4월                | 5월                | 6월                | 7월                | 8월                | 9월                | 10월               | 11월               | 12월               | 연간               |
| ------------------------ | ------------------ | ------------------ | ------------------ | ------------------ | ------------------ | ------------------ | ------------------ | ------------------ | ------------------ | ------------------ | ------------------ | ------------------ | ------------------ |
| 일평균 최고 기온 °C (°F) | −5.9 (21.4)        | −3.7 (25.3)        | 0.9 (33.6)         | 6.9 (44.4)         | 11.6 (52.9)        | 17.4 (63.3)        | 20.5 (68.9)        | 19.7 (67.5)        | 15.5 (59.9)        | 7.9 (46.2)         | 1.5 (34.7)         | −3.3 (26.1)        | 7.4 (45.4)         |
| 일일 평균 기온 °C (°F)   | −13.3 (8.1)        | −10.8 (12.6)       | −6.0 (21.2)        | −0.5 (31.1)        | 3.8 (38.8)         | 9.5 (49.1)         | 13.1 (55.6)        | 12.7 (54.9)        | 7.8 (46.0)         | −0.3 (31.5)        | −6.8 (19.8)        | −11.3 (11.7)       | −0.2 (31.7)        |
| 일평균 최저 기온 °C (°F) | −20.6 (−5.1)       | −17.9 (−0.2)       | −12.8 (9.0)        | −7.8 (18.0)        | −3.9 (25.0)        | 1.6 (34.9)         | 5.8 (42.4)         | 5.7 (42.3)         | 0.2 (32.4)         | −8.5 (16.7)        | −15.1 (4.8)        | −19.3 (−2.7)       | −7.7 (18.1)        |
| 평균 강수량 mm (인치)    | 4 (0.2)            | 2 (0.1)            | 3 (0.1)            | 3 (0.1)            | 4 (0.2)            | 2 (0.1)            | 11 (0.4)           | 15 (0.6)           | 4 (0.2)            | 2 (0.1)            | 2 (0.1)            | 3 (0.1)            | 55 (2.3)           |
| 출처: Climate-Data.org   |                    |                    |                    |                    |                    |                    |                    |                    |                    |                    |                    |                    |                    |

## 같이 보기
- 악사이친
- 호수
- 염호
- 히말라야산맥